# Tetryzolin
Tetryzolin ist eine chemische Verbindung, die schleimhautabschwellend und blutgefäßverengend wirkt. Sie dient als Arzneistoff zur Abschwellung der Schleimhaut bei Augenreizungen und Schnupfen (Rhinitis). Tetryzolinhydrochloridlösung wird örtlich in Form von Augentropfen, Nasentropfen oder Nasenspray angewendet.

## Pharmakologie
Tetryzolin ist ein Sympathomimetikum und wirkt auf α-Adrenozeptoren des sympathischen Nervensystems. Es resultieren Vasokonstriktion und Schleimhautabschwellung. Die Wirkung auf β-Adrenozeptoren ist schwach ausgeprägt. Die Wirkung an der Bindehaut tritt nach wenigen Minuten ein und hält 4 bis 8 Stunden an. Tetryzolin wird bei lokaler, sachgemäßer Anwendung und intaktem Epithel in der Regel nur wenig resorbiert. Im Gegensatz zu Phenylephrin wurde auch nach wiederholter Anwendung keine bzw. nur eine geringfügige Pupillenerweiterung beobachtet.

## Klinische Informationen

### Anwendungsgebiete (Indikationen)
Tetryzolin ist angezeigt zur Schleimhautabschwellung bei nichtinfektiösen Konjunktividen (z. B. Reizungen durch Wind, Rauch, gechlortes Wasser oder allergische Reizung) sowie bei Schnupfen, Heuschnupfen und Sinusitis.
Es wurde außerdem eine vorübergehende Verbesserung der sympathischen Ptosis (Hängelid) beobachtet.

### Unerwünschte Wirkungen (Nebenwirkungen)
Als unerwünschte Wirkungen können häufig (bei 1–10 % der Behandelten) eine vermehrte Durchblutung der Schleimhaut am Anwendungsort (Blutfülle, reaktive Hyperämie), Schleimhautbrennen und Schleimhauttrockenheit auftreten. Systemische Wirkungen können sich in Form von z. B. Herzklopfen, Kopfschmerzen, Zittern, Schwäche, Schwitzen und Blutdruckanstieg äußern. Bei der Verwendung von Nasentropfen und -sprays über einen längeren Zeitraum wurden häufig langwierige Nasenverstopfungen (Rhinitis medicamentosa, „Medikamentenschnupfen“) beobachtet.
Insbesondere bei Kleinkindern besteht auch bei vorschriftsmäßiger Dosierung die Gefahr, dass erhebliche Effekte auf das zentrale Nervensystem wie Unruhe, Krämpfe, Atemdepression oder Kreislaufkollaps auftreten können. Diese unerwünschten Wirkungen werden unter anderem durch die durchlässige Blut-Gehirn-Schranke in diesem Alter begünstigt.

### Überdosierung
Bei der bestimmungsgemäßen Anwendung im Auge sind Überdosierungssymptome unwahrscheinlich. Bei versehentlichem Verschlucken kann Tetryzolin jedoch schwere unerwünschte Wirkungen verursachen. Eine Vergiftung kann sich im klinischen Bild verschiedentlich äußern:
- Symptome einer Stimulation des zentralen Nervensystems sind Angstgefühl, Erregung, Halluzinationen und Krämpfe
- Symptome infolge der Hemmung des zentralen Nervensystems sind Erniedrigung der Körpertemperatur, Lethargie, Schläfrigkeit und Koma.

Als weitere Symptome können auftreten: Weitstellung der Pupillen (Mydriasis), Fieber, Blässe, Zyanose, Übelkeit, Erbrechen, beschleunigter Herzschlag (Tachykardie), verlangsamter Herzschlag (Bradykardie), Herzrhythmusstörungen (kardiale Arrhythmie), Herzstillstand, Bluthochdruck (Hypertonie), schockähnliche Hypotonie, Lungenödem, Atemstörungen und Atemstillstand (Apnoe). Als toxische Dosis gelten 0,01 mg Tetryzolinhydrochlorid pro Kilogramm Körpergewicht.

## Missbrauch
Bei chronischer Anwendung als Nasenspray kann es durch die hypoxämische Schädigung des Gewebes zur nekrotischen Zerstörung der Nasenschleimhaut kommen (Rhinitis sicca).
Im Journal Forensic Science International wurde der Missbrauch von Augentropfen mit Alkohol zur Begehung von DFSA-Delikten (deutsch: substanzunterstützter sexueller Missbrauch) an Fallberichten beschrieben. Auch von einem Todesfall (Totschlag mit Medikamenten) wird berichtet.

## Chemische und pharmazeutische Informationen
Tetryzolin ist chiral und besitzt an der 1-Position des Tetralin-Gerüsts ein asymmetrisch substituiertes Kohlenstoff-Atom. Es kann daher als (R)- oder (S)-Enantiomer vorliegen.
Arzneilich verwendet wird das Racemat, meist in Form des wasserlöslichen Tetryzolin-Hydrochlorids, seltener als Tetryzolin-Phosphat.
Tetryzolin ist nicht verschreibungspflichtig.

## Handelsnamen
Monopräparate

Azolin (IL),
Berberil N,
Burnil (TR)
Caltheon (D),
Constrillia (F)
Diabenyl T,
Exrhinin,
Eyesine (USA),
Ischemol (I),
Murine Tears Plus (USA),
Narbel (J),
Nasin (IL),
Oftan-Starine (FIN),
Ophtalmin-N,
Rhinopront Top (D),
Stilla (IL),
Tetrilin,
Tinarhinin (D),
Vasopos N,
Typinal (IL),
Tyzine (USA),
Vidiseptal EDO Sine,
Visine (USA),
Visine Yxin (D)
Kombinationspräparate

AllergoConjunct,
Collypan (CH),
Collyrium (USA),
Efemolin (D, CH),
Spersallerg (CH)

## Rechte
Am 7. Januar 1956 ließ sich das Unternehmen Sahyun Labs mehrere Syntheserouten für Imidazolin-Derivate im US-Patent 2731471 sichern, darunter auch Tetryzolin (Spalte 3, Example 2) und Tetryzolin-Hydrochlorid (Spalte 2, Example 1). Die Verwendung als Beruhigungsmittel in der Veterinärmedizin schützte sich am 8. Juli 1958 die Pfizer Inc. durch das US-Patent 2842478.